# Castello Lambertini
| La torre dell'orologio |

Il castello Lambertini si trova a Poggio Renatico, in provincia di Ferrara. Fu costruito nel medioevo dalla famiglia Guastavillani come struttura a carattere difensivo, divenendo poi proprietà della famiglia Lambertini nel XV secolo. Nel corso degli anni l'antica costruzione ha subito numerose trasformazioni e rifacimenti: nel 1475 con Egano Lambertini e soprattutto nel 1600, la struttura venne trasformata in palazzo signorile, perdendo il rigido carattere di rocca militare. Altra importante ricostruzione fu quella del 1660, quando il castello divenne temporanea dimora della regina Cristina di Svezia. Nel progetto originale il castello era composto da numerosi edifici (tracce di questa disposizione compaiono nei disegni che un autore anonumo ha eseguito nel 1578), che col passare del tempo sono stati raggruppati in un'unica costruzione.

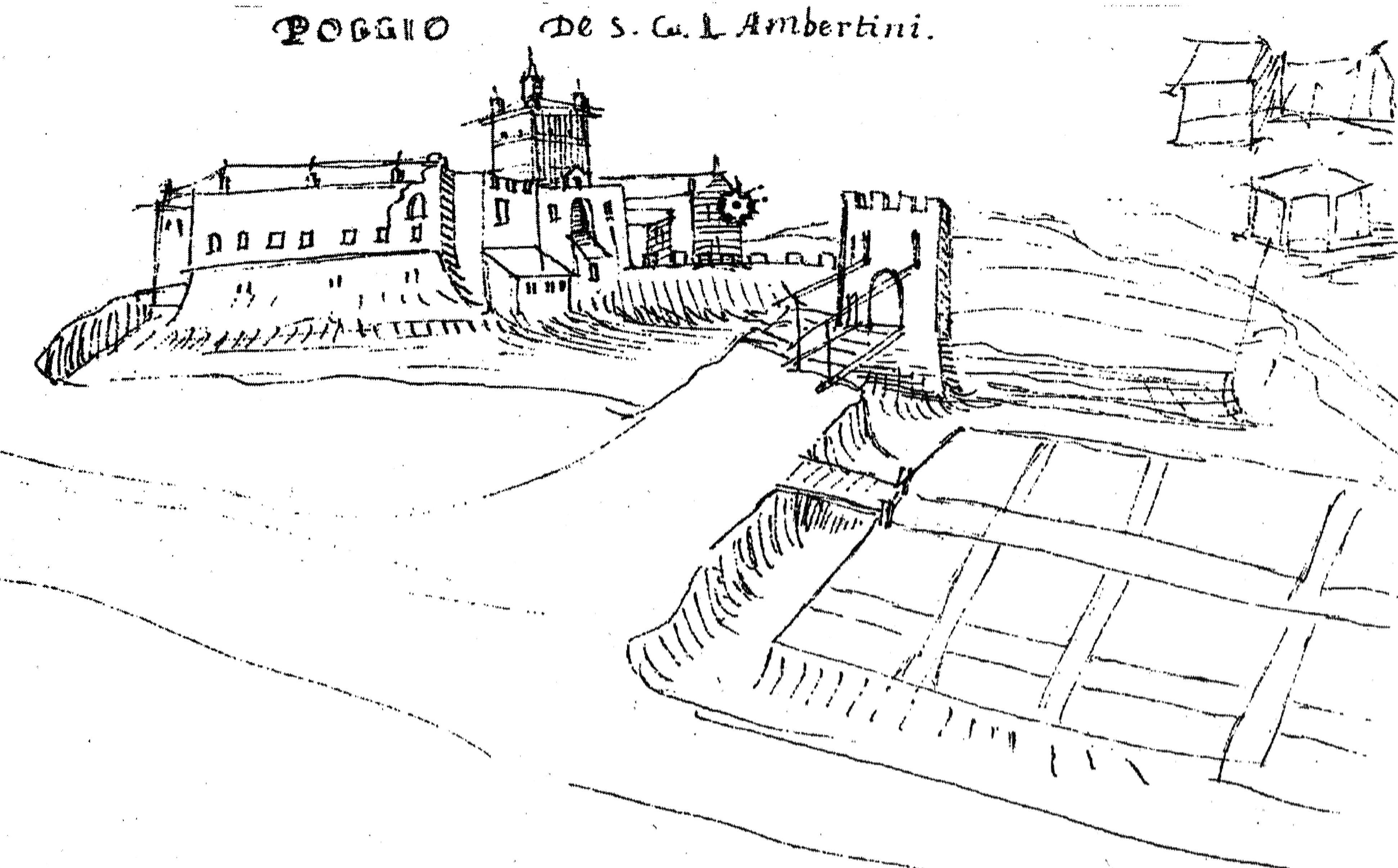
Il castello nel XVI secolo, da un disegno del 1578

Nel 1822 il castello divenne proprietà della comunità del "Pogio et Uniti" dopo l'estinzione del ramo maschile della dinastia dei Lambertini e nel 1887, dopo altre ricostruzioni parziali, subì il restauro risolutivo da parte dell'ingegner Ruggero Carini, che redifinendone completamente lo stile architettonico lo trasformò in un castello-palazzo neogotico, lasciando soltanto vaghe tracce dell'aspetto medievale e rinascimentale che fino ad allora aveva mantenuto.
Il castello è stato sede del Comune di Poggio Renatico nonché di altri servizi, quali la biblioteca pubblica ed il poliambulatorio, fino al terremoto del 20 maggio 2012 che ha distrutto l'imponente torre dell'orologio e ha danneggiato l'intera struttura.